# Mexicallis panamensis
Mexicallis panamensis är en insektsart. Mexicallis panamensis ingår i släktet Mexicallis och familjen långrörsbladlöss. Inga underarter finns listade i Catalogue of Life.